# Bolsjoj Talasskij Kanal
Bolsjoj Talasskij Kanal (ryska: Bol’shoy Talasskiy Kanal, Большой Таласский Канал) är en kanal i Kirgizistan.   Den ligger i oblastet Talas, i den västra delen av landet, 270 km väster om huvudstaden Bisjkek.